# Salix abscondita
Salix abscondita — вид квіткових рослин із родини вербових (Salicaceae).

## Морфологічна характеристика
Це високий кущ або невелике деревце (6–8 метрів).

## Середовище проживання
Китай, Корея, Сибір. Населяє лісові прогалини, узлісся та галявини. Зустрічається також у вологих западинах, канавах, узбіччях доріг, у долинах річок і на заболочених місцях.